# Ebnet (Bonndorf im Schwarzwald)
Ebnet ist ein Stadtteil der baden-württembergischen Stadt Bonndorf im Schwarzwald im Landkreis Waldshut.

## Geographie
Ebnet liegt im Südschwarzwald auf der Ostabdachung des Schwarzwaldes, auf einer Hochfläche rechts des Steinatals zwischen der Steinasäge und Rothaus.

## Geschichte

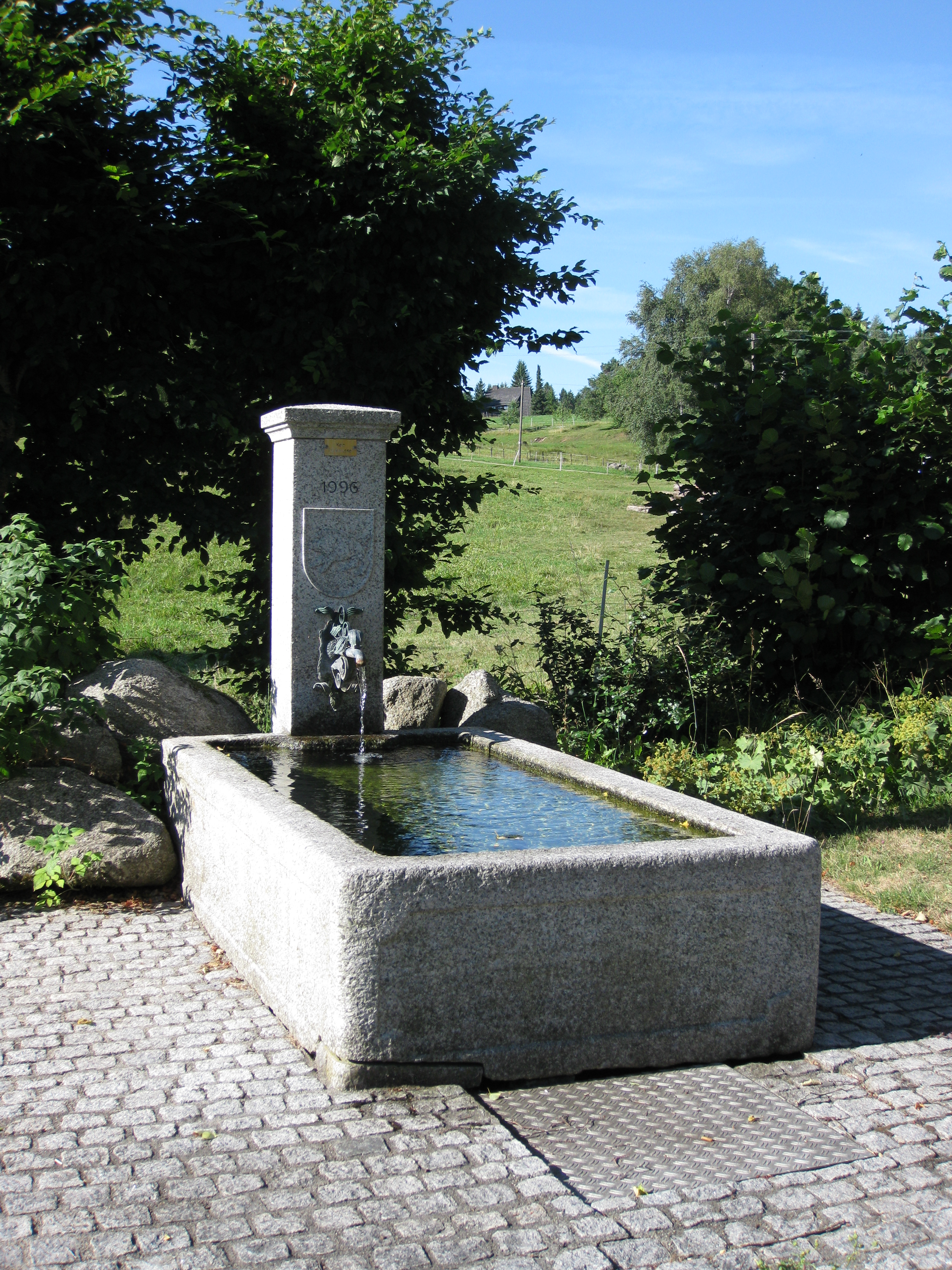
Dorfbrunnen

Ebnet wird 1405 erstmals urkundlich erwähnt, als es in den Besitz der Herren von Erzingen kam. Damals bestand Ebnet nur aus einem Lehenshof namens Ebnit. Der Name dürfte für Ebene stehen, was sich aus seiner Lage auf der Hochebene über dem Steinatal ableiten lässt. Neben diesem einzelnen Hof, dürfte es damals schon die Einzelhöfe Saubach (212 ha), Rohrhof (238 ha), Hornberg (85 ha) und Kohlhald (30 ha) gegeben haben. Diese Höfe gingen allerdings, wegen der auf Dauer ungünstigen Lage, zwischen 1830 und 1897 ein. Sie wurden abgebrochen und die Wiesen und Felder aufgeforstet. Einzig der Hof Ebnit entwickelte sich zu einer größeren Siedlung. Der Einzelhof Ebnit gehörte zur Herrschaft der Nellenburger in Grafenhausen. Er wurde als Erblehen betrieben und kam später an den Grafen von Lupfen und dann an die Pappenheimer. 1609 kam Ebnit an das Kloster St. Blasien, da dieses die Herrschaft Grafenhausen kaufte. Unter der Herrschaft von St. Blasien dürfte sich der Einzelhof zunächst zu einem Weiler und dann zum Dorf ausgeweitet haben, welches nach dem ersten Hof, den Namen Ebnet erhielt. Mit der Auflösung des Klosters St. Blasien in der Säkularisation kam Ebnet zum Großherzogtum Baden und wurde eine selbständige Gemeinde. Sie war im damaligen Landkreis Hochschwarzwald die an Einwohnern kleinste selbständige Gemeinde. Zum 1. Januar 1972 wurde Ebnet im Zuge der Gemeindereform zu Bonndorf eingemeindet.

## Wirtschaft
Ebnet war rein landwirtschaftlich geprägt, wobei man von dieser alleine kaum leben konnte. Dies war auch der Grund, weshalb die vier Einzelhöfe rund um Ebnet eingegangen sind. Man ging deshalb zum großen Teil heute ausgestorbenen Berufen als Harzer, Pottaschesieder und Köhler nach. Auf der Gemarkung sollen im 19. Jahrhundert manchmal bis zu 40 Meiler gebrannt haben. Der letzte Meiler brannte 1923. Die Gemeinde besaß 137 Hektar Wald aus dessen Erlös 1909/10 ein Schulhaus, 1954/55 die zentrale Wasserversorgung und 1962 der Bau der Annakirche finanziert wurde.

## Religion

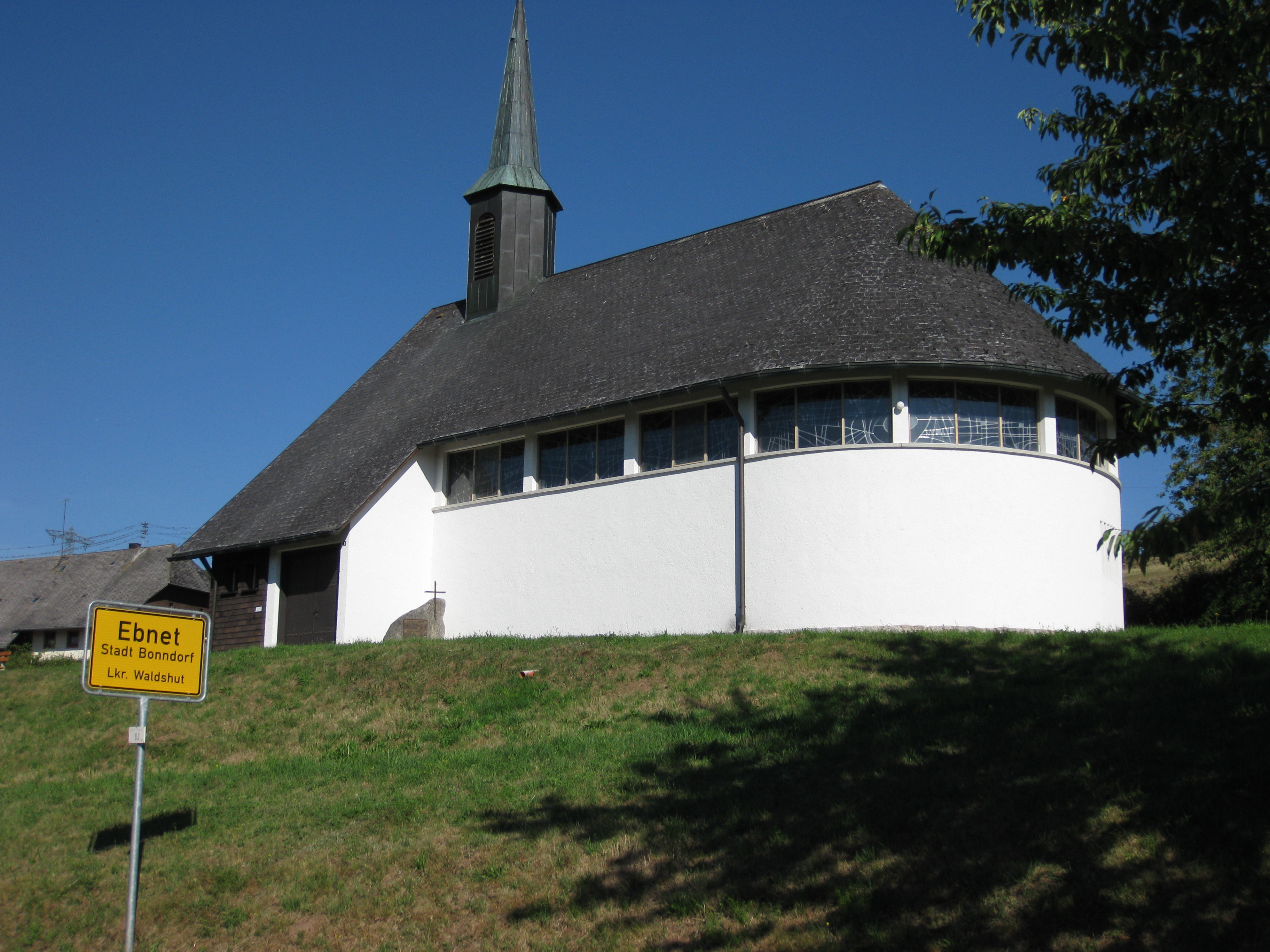
St.-Anna-Kapelle in Ebnet

Ursprünglich gehörte Ebnet zur Pfarrei Birkendorf. 1640 kam Ebnet als Filiale zu Bonndorf. In der Ortsmitte stand eine Kapelle die ihren Ursprung in einer Hofkapelle gehabt haben dürfte. 1821 wurde eine neue Kapelle erbaut und der Mutter Anna geweiht. 1933 wurde sie mit einem Vorbau versehen, da sie nur knapp dreißig Personen Platz gewährte. Eine größere Erweiterung war wegen der nahen Straße nicht möglich, weshalb 1963 am gegenüberliegenden Hang eine neue Kapelle erbaut und die alte Kapelle abgetragen wurde. Der einstige Kapellenvorbau steht heute oberhalb des Ortes, als Unterstand, an einer Bushaltestelle.

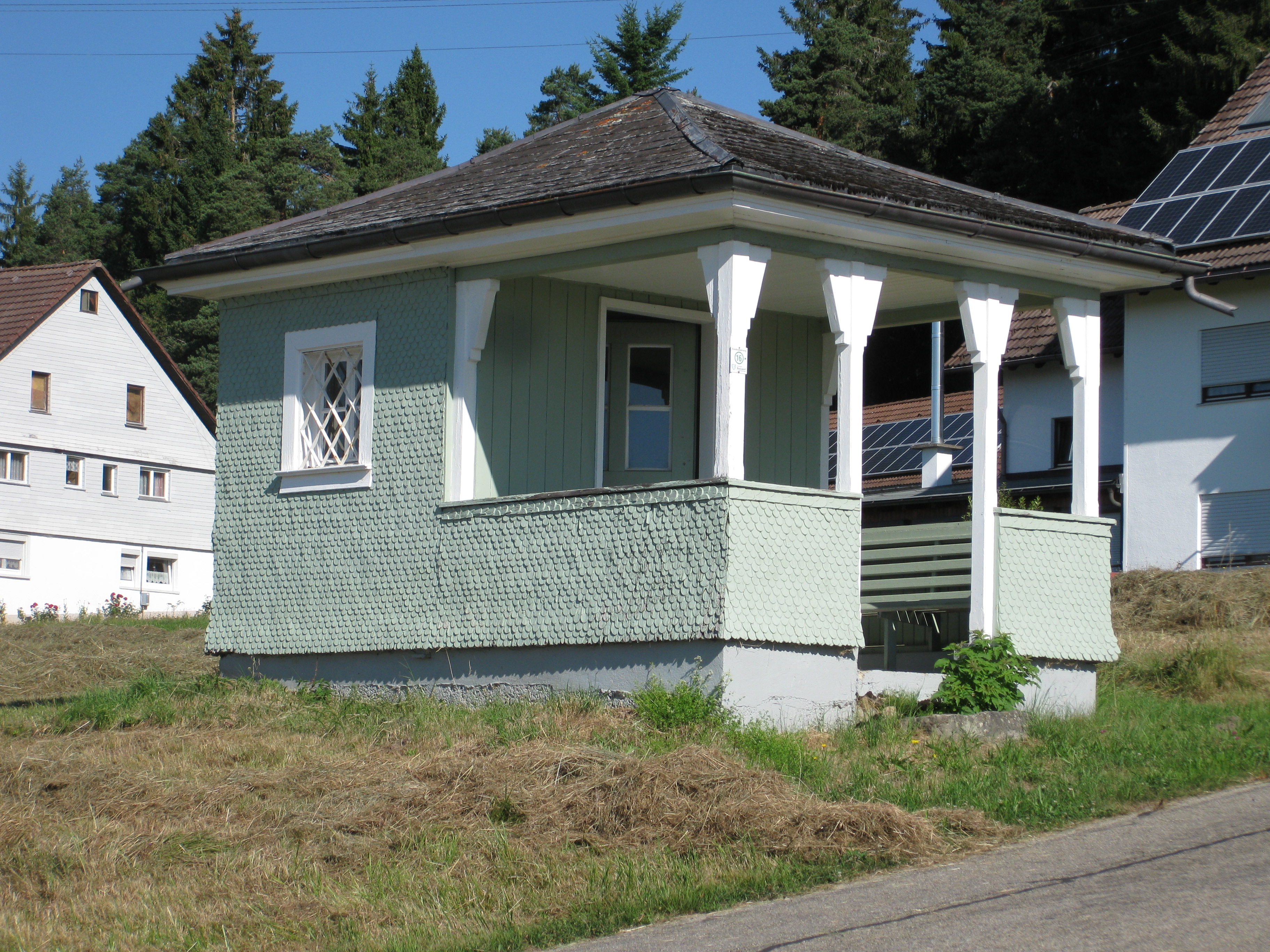
Der Kapellenvorbau der alten Kapelle, steht heute an der Landstraße, oberhalb des Ortes, als Bushaltestelle

Auch die neue Kapelle ist der Hl. Anna geweiht und gehört heute als Filialgemeinde zur Seelsorgeeinheit Bonndorf-Wutach.

## Schule
Das Kloster St. Blasien hatte in allen ihm unterstehenden Orten die Schulpflicht eingeführt. Somit erhielt Ebnet eine Schule, wobei der Unterricht im Haus des jeweiligen Schulmeisters gehalten wurde. 1838 baute die Gemeinde ein Schulhaus, in dem auch ein Raum für das Rathaus untergebracht war. 1909 wurde ein weiteres Schulhaus mit zwei Klassenzimmern, zwei Amtsräumen für das Rathaus und einer Lehrerwohnung gebaut. 1967 wurde die Schule aufgelöst.

### Regelmäßige Veranstaltungen
Jedes Jahr findet in Ebnet das St.-Anna-Fest statt. Das Patrozinium der St.-Anna-Kapelle wird auch mit einem weltlichen Fest begangen, das von der Freiwilligen Feuerwehr in und um die „Kohlplatzhütte“ ausgetragen wird.

## Persönlichkeiten
- Gottfried Nägele (1841–1914), Priester, Biologe, Malakologe
- Ferdinand von Hiddessen (1887–1971), Flugpionier und NSDAP-Politiker, lebte zeitweise in Ebnet[3] und ist Namensgeber einer Straße im Ortsteil